# Carole Delga
Carole Delga (ur. 19 sierpnia 1971 w Tuluzie) – francuska polityk i samorządowiec, parlamentarzystka, w latach 2014–2015 sekretarz stanu, od 2016 prezydent regionu Oksytania.

## Życiorys
Studiowała nauki prawne i ekonomię na Uniwersytecie Tuluza I – Capitole, uzyskała magisterium na Uniwersytecie w Pau. Pracowała w administracji samorządowej (miejskiej w Limoges i następnie regionalnej).
Zaangażowała się w działalność polityczną w ramach Partii Socjalistycznej. Od 2012 członkini sekretariatu krajowego tego ugrupowania, najpierw ds. mieszkalnictwa, później ds. sprawiedliwości społecznej. W latach 2008–2014 była merem Martres-Tolosane, następnie została zastępczynią mera tej miejscowości. Od 2010 zasiadała w radzie regionu Midi-Pireneje, do 2012 była jej wiceprzewodniczącą do spraw rozwoju wsi i służb publicznych.
W wyborach w 2012 została wybrana w skład Zgromadzenia Narodowego XIV kadencji. W czerwcu 2014 premier Manuel Valls powołał ją na sekretarza stanu ds. handlu, rzemiosła, konsumentów, gospodarki społecznej i solidarności.
Pozostała na tej funkcji również w utworzonym w sierpniu 2014 jego drugim gabinecie. Z rządu odeszła w czerwcu 2015 w związku z prowadzoną kampanią wyborczą na potrzeby wyborów regionalnych. Jako kandydatka socjalistów w grudniu tegoż roku zwyciężyła w drugiej turze głosowania na stanowisko prezydenta nowo utworzonego regionu Langwedocja-Roussillon-Midi-Pireneje. Urząd ten objęła w styczniu 2016. W 2021 z powodzeniem ubiegała się o reelekcję na kolejną kadencję.